# Ilovik
Ilovik je naseljen otok v Jadranskem morju, ki pripada Hrvaški.
Ilovik, na katerem stoji svetilnik, je otok s površino 5,88 km², ki leži na severu Jadrana v zahodnem nizu kvarnerskih otokov, južno od otoka Lošinja, od katerega ga ločujejo Ilovička vrata. Ilovik, na katerem stalno živijo 104 prebivalci (popis 2001), je gričevnat otok porasel s sredozemskim grmičevjem (makija). Dolžina obale meri 14,091 km. Najvišja točka otoka je vrh Did, ki doseže višino 88 mnm. Zahodni del otoka se blago spušča proti morju, do edinega naselja na otoku, vasi Ilovik. Naselje je pred burjo zaščiteno z nenaseljenim otokom Sveti Petar, ki leži pred severovzhodno obalo otoka. Ilovik, ki ga za Malim Lošinjem povezuje redna lokalna ladijska linija, je v poletnih mesecih cilj številnih izletnikov, ter priljubljeno zbirališče jadralcev. Posebnost otoka so drevesa evkalipti.
Otoško pristanišče je pred vsemi vetrovi dobro zaščiteno. Privezi za plovila so na pomolu, okoli 100 privezov pa je še ob bojah. Na koncu 40 m dolgega pomola stoji svetilnik. Globina morja ob pomolu doseže 4 m. Na zahodni strani otoka je več zalivov, ki so vsi naravno dobro zaščiteni pred burjo.
Iz pomorske karte je razvidno, da svetilnik oddaja svetlobni signal B Bl 3s.
V bližini vasi Ilovik, na lokaciji Staža je prazgodovinsko najdišče. Na isti lokaciji se nahaja tudi srednjeveška cerkvica.